# Смолин, Дмитрий Петрович

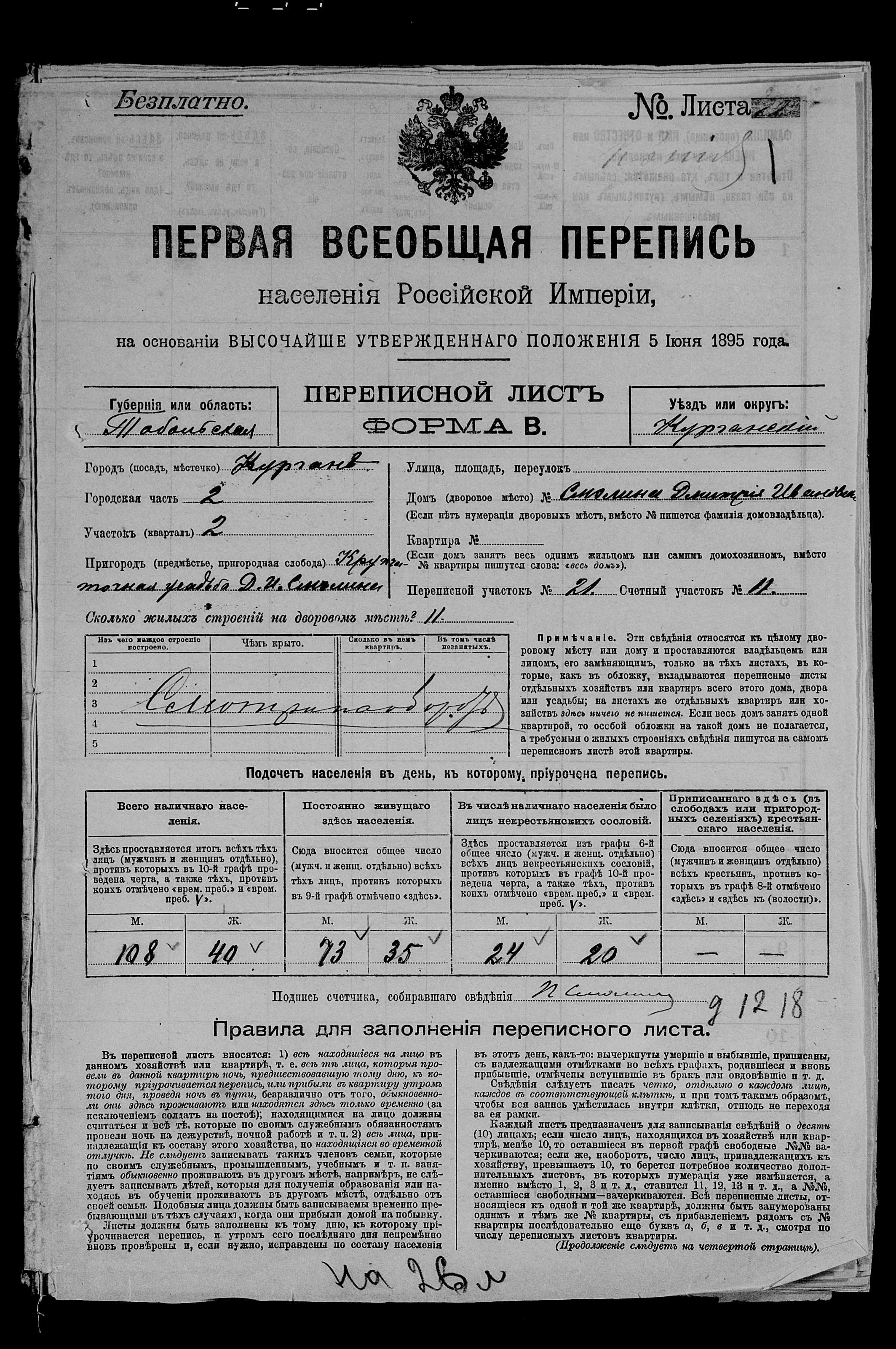
Перепись населения Российской империи (1897), лист с описанием дома в г. Кургане, в котором жила семья Смолиных.

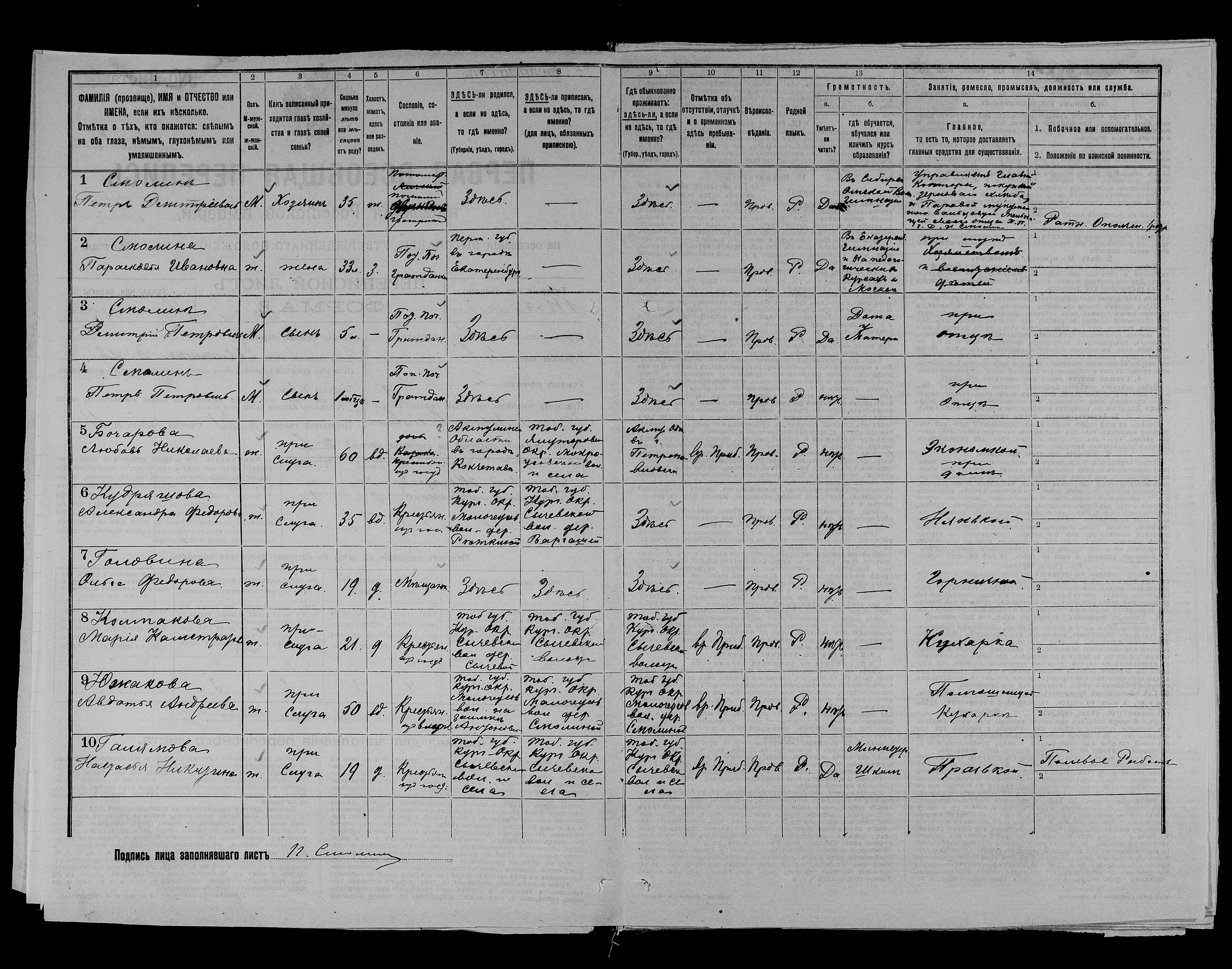
Перепись населения Российской империи (1897), лист с описанием семьи Смолиных.

Дмитрий Петрович Смолин (18 [30] мая 1891, Курган, Тобольская губерния — 19 декабря 1955, Москва) — советский драматург и сценарист.

## Биография
Потомственный почётный гражданин Дмитрий Петрович Смолин родился 18 (30) мая 1891 года в состоятельной купеческой семье в городе Кургане Курганского округа Тобольской губернии, ныне город — административный центр Курганской области. Крещён 19 (31) мая 1891 года в Троицкой церкви города Кургана, восприемники — дед Дмитрий Иванович Смолин и его сестра Елизавета Ивановна Незговорова.
В 1902 году определён в московскую Практическую академию коммерческих наук. Чтобы ему в Москве было не одиноко, его отец Пётр Дмитриевич Смолин отправил вместе с ним детей своих служащих — Колю Голышева, Петю Шенца, Рихтера. Д. П. Смолин писал потом в своей автобиографии, что отец тратил наследство, в частности, на воспитание и образование своих детей и их товарищей. Окончил академию в 1910 году со званием кандидата коммерции (Николай Голышев по окончании получил личное почётное гражданство и поступил для дальнейшей учёбы в Московский коммерческий институт). После академии поступил в Томский технологический институт Императора Николая II.
В Москве Дмитрий увлекся театром, читал на литературных вечерах стихи, участвовал в ученических спектаклях.
Участник гражданской войны. Был заместителем наркома просвещения Крыма.
С 1931 года — учёный секретарь и консультант на строительстве Дворца Советов.
Член Союза писателей СССР с 1934 года.
В 1937—1940 годах был сценаристом и режиссёром-постановщиком спектаклей в Московском планетарии.
Дмитрий Петрович Смолин скончался 19 декабря 1955 года в Москве. Кремирован, урна с прахом захоронена в колумбарии 2А на Донском кладбище.

## Творчество
Литературную деятельность начал с 1918 года, практически с этого же времени начал писать сценарии к кинематографу.
Пьеса «Иван Козырь и Татьяна Русских» была первой пьесой Смолина, посвящённой советской действительности (поставлена в Малом театре, 1925).
Автор пьес: Вчера, сегодня, завтра. Трилогия. ч.1. «Василиск Холодов«. Трагедия в 7 карт (Гиз, М., 1921). «Товарищ Хлестаков» (1921, Масткомдрама), «Елизавета Петровна» (1925, Вторая студия МХТ), «Пугачёв и Екатерина II» (1925, Театр Корша), «Семь жён Иоанна Грозного» (1925, Малый театр).
Перевёл комедию Аристофана «Лисистрата» (1923, Музыкальный театр Немировича-Данченко), написал либретто оперы «Иван-Солдат» (1925, филиал Большого театра), либретто балета «Крепостная балерина, или Душенька» (1927, Ленинградский «Государственный академический театр оперы и балета»).

### Книги
- Смолин Д.П. Триумфальное шествие : Анекдотич. прелюдии к опыту психологии воинов и войны. — М.: Гос. изд., 1922.[8]
- Галицкий Я.М., Смолин Д.П. Железная пята. Театральная парафраза Джэка Лондона в 4-х актах. — М.: Гос. изд-во, 1922. — 48 с.[9]
- Смолин Д.П. Елизавета Петровна. (Последняя Романова) : Трагикомедия дворцовых переворотов В 5 актах.. — М.: Рус. театр. о-во, 1925. — 140 с.[10]
- Смолин Д.П. Капот и штопор : Комедия в 3 актах.. — М.: Моск. о-во друзей воздушного флота, 1925. — 37 с.[11]
- Смолин Д.П. Иван Козырь и Татьяна Русских : Пьеса в 5 актах и 25 сценах. — М.—Л.: Госуд. изд-во, тип. «Красный пролетарий», 1928. — 168 с. — 5000 экз.[12]
- Смолин Д.П. Сокровище : Комедия в 4 актах. — М.: Теа-кино-печать, тип. «Красный пролетарий», 1928. — 78 с. — 3000 экз.[13]
- Смолин Д.П. Средство от пьянства : Пьеса. — М.: Теакинопечать, Центр. тип. НКВМ, 1929. — 40 с. — 6000 экз.[14]
- Смолин Д.П. Привет и братство : Пьеса в 4 актах.. — М.: МОДП и К, тип. «Рабочий коммунар», 1930. — 58 с. — 3000 экз.[15]
- Смолин Дм. Боевые самолеты. — М.—Л.: Детиздат. Напеч. в Мск., 1939. — 184 с. — 25 000 экз.[16][17]
- Смолин Д.П. Галилей : Поэма в 5-ти д., 9-ти карт.. — М.—Л.: Искусство. Напеч. в Мск., 1939. — 88 с. — 3000 экз.[18]
- Dmitri Smolin. Lisinka die letzte Romanowa : Eine Tragikomodie in 4 Akten. Autoris Ubers. aus dem Russ. und Bearb. fur die Deutsche Buhne von Valeman Tornius (нем.). — Leipzig: Weller, 1927. — P. 138.

## Фильмография
| Год  |   | Название            | Примечание |
| ---- | - | ------------------- | ---------- |
| 1918 | ф | Бегуны              | Сценарист  |
| 1920 | ф | Белые чайки         | Сценарист  |
| 1927 | ф | Рейс мистера Ллойда | Сценарист  |

## Семья
- Отец — Пётр Дмитриевич (1 (13) февраля 1860 года — 27 декабря 1930), купец 1-й гильдии.
- Мать — Прасковья Ивановна (урожд. Фадеева), до замужества работала учительницей в Екатеринбурге.
- Дед — Дмитрий Иванович Смолин (1833—3 (15) октября 1898 года), из ялуторовских 3-й гильдии купцов. Указом Правительствующего Сената от 23 июня (5 июля)  1886 года был причислен к сословию потомственных почётных граждан.
- Бабушка — Елизавета Федоровна (урожд. Шишкина, 16 (28) октября 1834 года — 21 июля (3 августа)  1908 года), дочь курганского купца Фёдора Васильевича Шишкина.
- Брат — Пётр Петрович (23 декабря 1896 года (4 января 1897 года), Курган — 29 сентября 1975, Москва) — советский натуралист.
- Брат — Александр Петрович (июль 1898, Курган — ?) — старший инженер авиационной армии Особого назначения, военинженер 1-го ранга, в 1938 г. был арестован, в 1956 г. реабилитирован и вернулся в Москву.